# (14466) Hodge
(14466) Hodge ist ein Asteroid des Hauptgürtels, der am 25. Juli 1993 von dem US-amerikanischen Astronomen Mark Hammergren am Manastash-Ridge-Observatorium (IAU-Code 664) der University of Washington entdeckt wurde.
Der Himmelskörper wurde am 9. März 2001 nach dem US-amerikanischen Astronomen Paul William Hodge (1934–2019) benannt, der von 1984 bis 2004 Herausgeber des Astronomical Journal war. Seine Untersuchungen der Barnards Galaxie resultierten im Jahre 1977 in der Identifikation von 16 H-II-Regionen, die nach ihm als Hodge 1 bis Hodge 16 bezeichnet werden.